# Вибухова желатина
Гримучий драгль (вибухова желатина) — потужна бризантна вибухова речовина класу динамітів, яка складається з 93 % нітрогліцерину і 7 % колоїдної бавовни. Призначена для шпурових зарядів при висадженні найміцніших гірських порід, зокрема, в присутності води. Перший гримучий драгль був синтезований розчиненням в нітрогліцерині нітроцелюлози у вигляді піроксиліну. Сучасний гримучий драгль же створений розчиненням в етиленглікольдинітраті колоксиліну. Одна з найдешевших вибухових речовин.
Горить повільно і не може вибухнути без детонатора, тому його можна безпечно зберігати

## Властивості і різновиди

### Властивості
Гримучі драглі мають консистенцію від вазеліноподібної, до густого холодця. Консистенція залежна від ступеню загущення.

#### Переваги
- Зручніше використання ЕГДН\нітрогліцерину
- Проста технологія отримання

#### Недоліки
- Менш потужна вибухівка порівняно з рідким ЕГДН\нітрогліцерином
- Не зменшує токсичність і летючість ЕГДН\нітрогліцерину
- Нижча чутливість до детонації[2][3]

### Різновиди

#### Нітрогліцериновий гримучий драгль
Це пластична вибухова речовина, яка складається з 93 % нітрогліцерину і 7 % колоїдної бавовни. Призначена для шпурових зарядів при висадженні найміцніших гірських порід, зокрема, в присутності води.
Являє собою безбарвну або темно-жовту напівпрозору желеподібну масу, що сильно детонує при ударі або терті. Щільність 1,55-1,58 г/см³. Вміст нітрогліцерину 87-93 % (мас.), піроксиліну — 7-13 % (мас.). Відрізняється відмінними гідрофобними властивостями.
Гримучий драгль — найпотужніший желатиндинаміт:
- температура спалаху 205 °С,
- теплота вибуху 6,47 МДж/кг.
- фугасність 600 см³,
- швидкість детонації 7800 м/с (на 10-15 % поступається гексогену),
- бризантність за Каст — 8 мм.

Відмінна риса драглів — висока чутливість до різних механічних впливів, яка знижується додаванням камфори та інших флегматизаторів. Додаванням нітратів, поглиначів та наповнювачів отримують пластичні та порошкоподібні динаміти.
На відміну від динамітів у гримучого студня відсутнє «випотівання» нітрогліцерину з твердого наповнювача внаслідок синерезису, що робить його безпечнішим у зберіганні

#### Нітрогліколевий гримучий драгль
Нітрогліколевий гримучий драгль має консистенцію від вазеліноподібної, до густого холодця. Потужність динаміту обернено пропорційна до загущення вибухової речовини у флегматизаторі. Простіше кажучи, чим більше загущення, тим менша потужність динаміту.
ЕГДН дуже швидко желатинізує нітроклітковину, процес протікає при кімнатній температурі — на відміну від нітрогліцерину

## Виробництво
Технологія виробництва проста: у чистий ЕГДН засипається наповнювач до повного насичення і добре вимішується. У в якості останнього можуть бути використані різні горючі та мінеральні добавки:
- Піроксилін — динаміт з пристойною потужністю.
- Селітра — динаміт має хороші детонаційні характеристики.
- Деревне борошно — досить чутливий і «спокійний» динаміт.
- Крейда, глина, кізельгур, тальк — динаміт не дуже високої потужності, але з мінімальною чутливістю до зовнішніх впливів
- Житнє обсмажене борошно — добре поглинає ЕГДН.
- Магнію оксид, магнезія в порошку — стабільний динаміт, здатний довго зберігатися без розкладання[2]

## Використання
Нітрогліцериновий гримучий драгль, до винайдення АСВР обмежено використувався в буропідривній роботі. Снарядом, заповненим нітрогліцериновим гримучим студнем, убили російського імператора Олександра II 1 березня 1881 року
Нітроглікольний драгль застосовується, як детонатор для ігданіту або як самостійний динаміт. Інше використання це як компонент деяких рідких ВР та бездимних порохів (склад Нобеля був названий баліститом, склад Абеля — кордитом).